# Elise Thorner
Elise Thorner (* 16. März 2001) ist eine britische Leichtathletin, die sich auf den Hindernislauf spezialisiert hat.

## Sportliche Laufbahn
Erste internationale Erfahrungen sammelte Elise Thorner im Jahr 2018, als sie bei den U18-Europameisterschaften in Győr in 7:08,51 min den 14. Platz über 2000 m Hindernis belegte. 2019 begann sie ein Studium an der University of New Mexico in den Vereinigten Staaten und 2021 belegte sie bei den U23-Europameisterschaften in Tallinn in 10:12,41 min den achten Platz über 3000 m Hindernis. Im Jahr darauf schied sie bei den Europameisterschaften in München mit 10:08,46 min im Vorlauf aus und 2023 wurde sie bei den U23-Europameisterschaften in Espoo in 9:47,85 min Vierte. Im selben Jahr wechselte sie an die University of Florida und bei den Crosslauf-Europameisterschaften 2024 in Antalya gewann sie in 18:02 min gemeinsam mit Joshua Lay, Maddie Deadman und Tyler Bilyard die Bronzemedaille in der Mixed-Staffel hinter den Teams aus Italien und Frankreich.

## Persönliche Bestleistungen
- 1500 Meter: 4:13,63 min, 6. Juli 2024 in Birmingham
  - 1500 Meter (Halle): 4:17,53 min, 9. Februar 2024 in Boston
- 3000 m Hindernis: 9:28,49 min, 11. April 2024 in Azusa